# 23436 Alekfursenko
23436 Alekfursenko là một tiểu hành tinh vành đai chính với chu kỳ quỹ đạo là 2042.4453040 ngày (5.59 năm).
Nó được phát hiện ngày 21 tháng 10 năm 1982.